# Polemon leopoldi
Polemon leopoldi är en ormart som beskrevs av de Witte 1941. Polemon leopoldi ingår i släktet Polemon och familjen Atractaspididae. Inga underarter finns listade i Catalogue of Life.
Denna orm förekommer i en bergstrakt i Rwanda vid cirka 2200 meter över havet. Fram till 2014 hittades endast ett exemplar. IUCN listar arten med kunskapsbrist (DD).
Polemon leopoldi godkänns inte som art av The Reptile Database. Populationen infogas istället som synonym i Polemon christyi.